# Vladimír Lorenz
Vladimír Lorenz (20. srpna 1925 Krompachy – 7. března 2010 Hradec Králové) byl československý judista a odbojář. V judu obdržel stupeň 8. dan, byl znám pod přezdívkou „Kazik“ (přezdívka z mládí, zřejmě ještě ze skauta, což je významem indiánský náčelník Kasik) nebo „Lora", ale to byla přezdívka od aikidistů z počátku tréninků na Balkáně. Jinak bývá také označován za zakladatele aikido v Čechách.

## Životopis

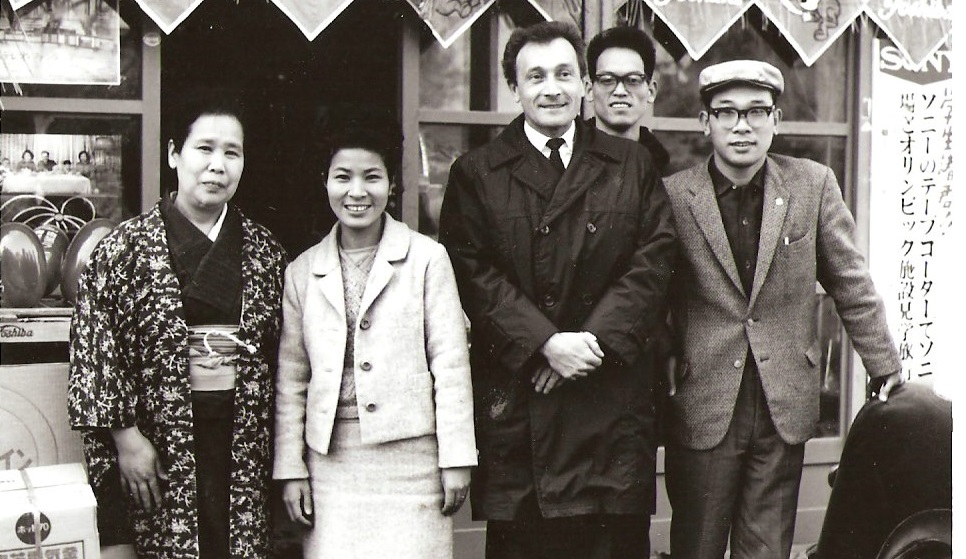
Vladimír Lorenz (Japonsko - rok 1964)

Vladimír Lorenz se narodil do české rodiny dne 20. srpna 1925 v Krompachách na Slovensku. Jeho otec byl na Slovensko služebně vyslán. Ještě jako dítě se s rodiči přestěhoval do Čech (do Lysé nad Labem a později do Hradce Králové). V mládí se jako skaut zúčastnil mobilizace v oddílech SOS v pevnosti Hanička. Během nacistické okupace se zapojil do protinacistického odboje v organizaci železničářů Modrá fronta. Pak byl vyloučen z reálky v Hradci Králové, důvodem bylo odmítnutí hajlovat při návštěvě německého inspektora. Přestoupil do Bechyně na odbornou keramickou školu, kde se po čase zapojil do činnosti odbojové skupiny knížete Alfonse Paara a zámeckého učitele Langa. V dubnu 1943 byl však Vladimír Lorenz prozrazen a zatčen. V Hradci Králové jej gestapo krutě vyšetřovalo, aby vyzradil jména svých kompliců. Poté byl vyšetřován na Pankráci a půl roku v pražském Petschkově paláci. Neprozradil nikoho. Nakonec byl Lorenz převezen do Terezínské Malé pevnosti, kde mezitím čekal, až se dostane k soudu. V Terezíně jako vězeň pracoval na stavbě podzemní továrny v Radobýlu a okolních silnic. Počátkem roku 1945 byl Vladimír Lorenz v Norimberku odsouzen k trestu smrti oběšením a stětím za přípravu velezrady a přechovávání zbraní. Smrti unikl dílem náhody 23 dní před vykonáním rozsudku, když během spojeneckého náletu na Norimberk bylo rozbombardována také věznice. Během putování do Čech byl opět chycen a konec války prožil ve vězení v Litoměřicích. Během těchto válečných let se mu dostalo přezdívky „Kazik“, což bylo též jeho krycí jméno v odboji.

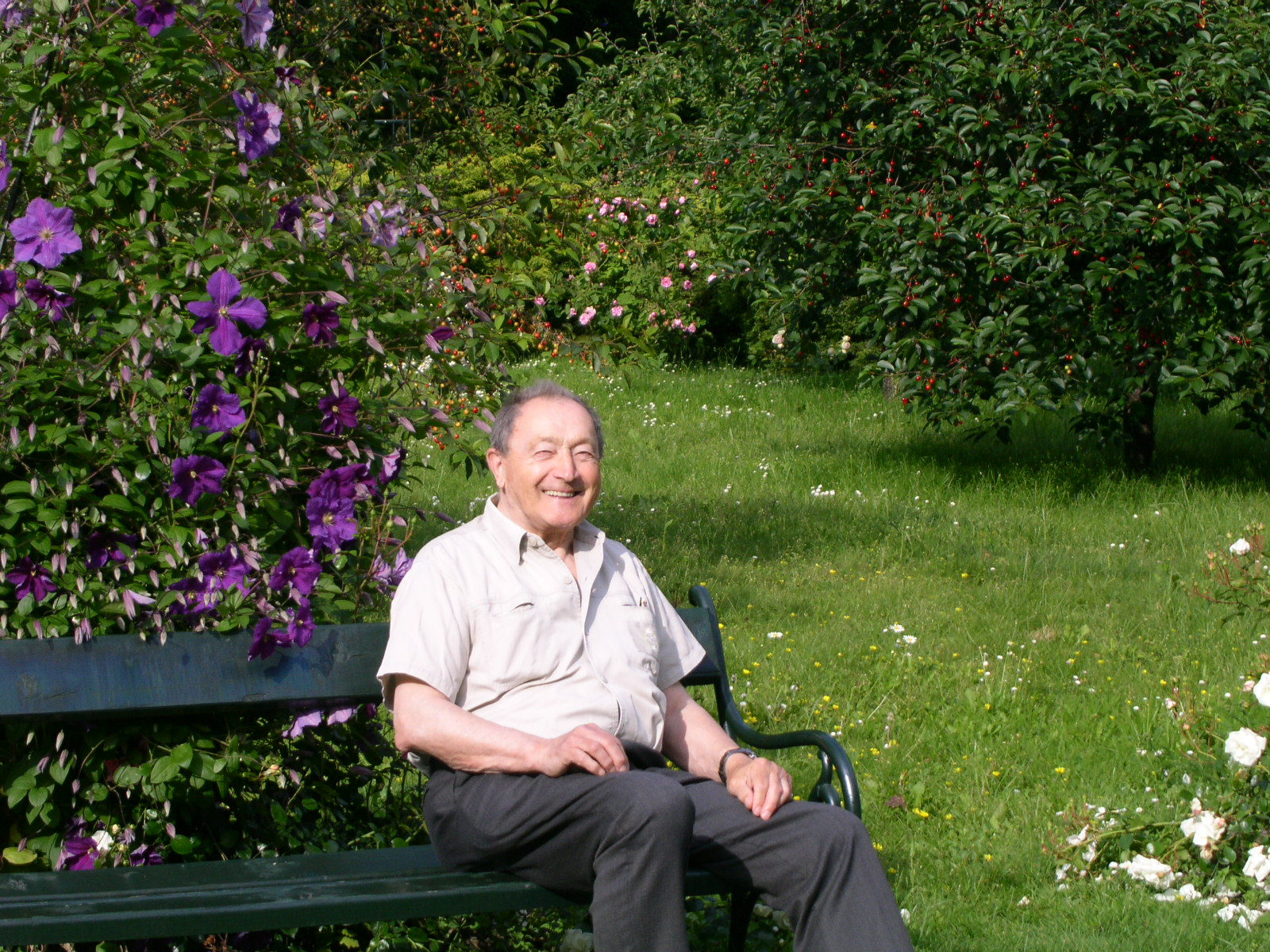
Fotografie Vladimíra Lorenze z výletu z růžové zahrady z Častolovic v jeho 80 letech

V letech po válce začal cvičit judo, jež ovlivnilo jeho následující život. Nicméně po komunistickém převratu v roce 1948 byl Lorenz zatčen a dva měsíce vyšetřován v „Domečku" kvůli podezření z napojení na západní mocnosti. Ale nepromluvil a tak byl propuštěn.

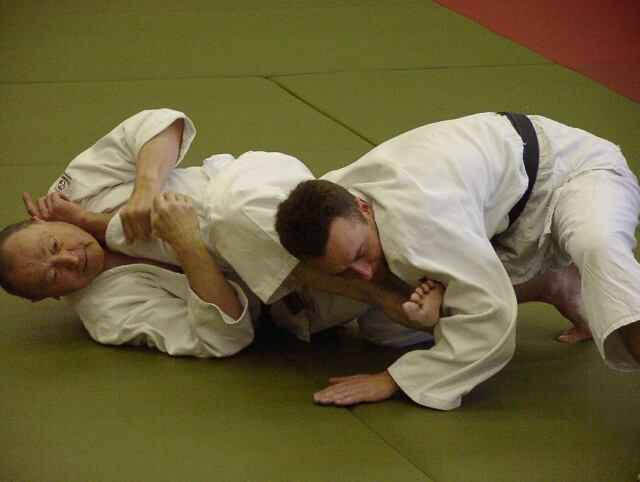
Vladimír Lorenz ukazuje techniku páčení - Uke: Štěpán Benca, jeden z Lorenzových blízkých žáků v poslední dekádě jeho života

Jeho životním učitelem byl japonský profesor filozofie Džunjú Kitajama, s nímž se seznámil po válce v Československu. Lorenz se stal jeho žákem a působil do jeho smrti do roku 1962 jako jeho asistent. Naučil se od něho mnoho z principů a myšlenek bojových umění a japonského uvažování. Společně také vydali knihu o sebeobraně. V roce 1964 se Lorenzovi podařilo vycestovat do Japonska. Rok zde zůstal a studoval bojová umění přímo u japonských mistrů. Dle známých informací judo studoval u legendárního Kjúzo Mifuneho (10. dan), judo též cvičil u Kendži Tomikiho. U učitelů Nagaoky a Nakataniho se učil gošindžucu a též judo. Také se setkal se zakladatelem aikidó Morihejem Uešibou. Nějakou školu šermu kendžucu studoval u učitele Akagawy a dostalo se mu i nějakých informací o technikách použití šurikenu a šakenu.

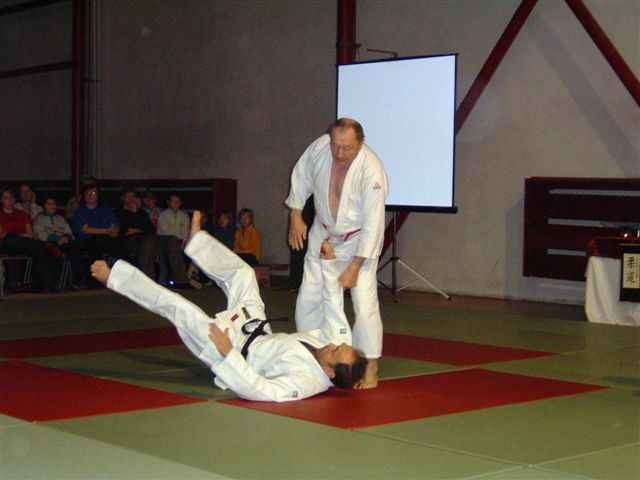
Vladimír Lorenz při demonstraci juda při Slavnostech judo 23.11.2003 - Uke: Václav Morštejn, blízký spolupracovník a přítel Lorenze z TJ Spoje

Po návratu do Československa Lorenz pokračoval v práci profesionálního trenéra juda, je zakladatelem aikida u nás. Během svého života založil judistický oddíl v Hradci Králové a spoustu dalších v celém Československu. Do roku 1959 působil v Hradci Králové a byl aktivním činovníkem juda na Královéhradecku. Po rozchodu se svojí první ženou v roce 1959 se přestěhoval do Prahy. Zde pak vedl tréninky v domě Maratón (klub judó při VŠ Praha) a v roce 1961 založil svůj oddíl juda v tehdejším TJ Spoje Praha (Žižkov, ulice Na Balkáně). Do roku 2010 pravidelně cvičil a vedl tréninky oddílu v téže jednotě, která se dnes nazývá TJ Sokol Žižkov II. Rovněž dojížděl do Hradce Králové na čtvrteční tréninky, téměř do konce svého života. Předával zájemcům o judo své nabyté informace a příležitostně prováděl i v pokročilém věku demonstrace či ukázky judo.